# Krutoj (udde)
Krutoj är en udde i Antarktis. Den ligger i Östantarktis. Australien gör anspråk på området.
Terrängen inåt land är kuperad åt sydost, men norrut är den platt. Havet är nära Krutoj åt nordväst. Trakten är obefolkad. Det finns inga samhällen i närheten.